# Kugarčinskij rajon
Il Kugarčinskij rajon (in russo Кугарчинский район?) è un municipal'nyj rajon della Repubblica della Baschiria, nella Russia europea.